# Gol Khātūn
Gol Khātūn (persiska: گل خاتون) är en ort i Iran.   Den ligger i provinsen Khorasan, i den nordöstra delen av landet, 700 km öster om huvudstaden Teheran. Gol Khātūn ligger 1 141 meter över havet och antalet invånare är 132.
Terrängen runt Gol Khātūn är platt.Runt Gol Khātūn är det ganska glesbefolkat, med 35 invånare per kvadratkilometer. Närmaste större samhälle är Chenārān, 10,6 km sydost om Gol Khātūn. Trakten runt Gol Khātūn består till största delen av jordbruksmark.